# Torsten Nordenfelt
Torsten Nordenfelt, född 1 juli 1901 i Stockholm, död 13 mars 1989 i Krokeks församling, var en svensk företagsledare.
Efter studentexamen i Östersund 1920 och reservofficersexamen 1922 reste Nordenfelt till Tyskland och USA för studier och praktik. Han studerade reklam och försäljningsteknik vid Columbia University och New York University, järnets metallurgi vid Pratts Technical Institute i Brooklyn samt hade anställningar hos American Kreuger & Toll Corporation 1924–1926 och hos Uddeholm Co. of America 1926–1928. Efter återkomsten till Sverige var han anställd hos Fiskeby fabriksaktiebolag och International Harvester Co. i Norrköping 1929–1935. Han blev VD i Sveriges järnhandlareförenings centralförbund och Förlags AB Järnhandlaren 1935 och var från 1942 försäljningschef och biträdande direktör vid Husqvarna vapenfabriks AB. 
Torsten Nordenfelt var son till överste Hugo Nordenfelt. Han är begravd på Norra begravningsplatsen utanför Stockholm.